# 7391 Strouhal
7391 Strouhal (1983 VS1) là một tiểu hành tinh vành đai chính được phát hiện ngày 8 tháng 11 năm 1983 bởi A. Mrkos ở Klet.